# Ischnochiton acomphus
Ischnochiton acomphus är en blötdjursart som beskrevs av Hull och Jean Risbec 1930. Ischnochiton acomphus ingår i släktet Ischnochiton och familjen Ischnochitonidae.
Artens utbredningsområde är Nya Kaledonien. Inga underarter finns listade i Catalogue of Life.